# Bernardino Zendrini (scrittore)

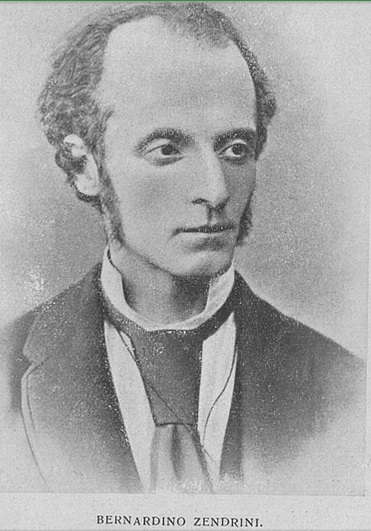
Bernardino Zendrini, alunno del Collegio Ghislieri a Pavia

Bernardino Zendrini (Bergamo, 6 luglio 1839 – Palermo, 2 agosto 1879) è stato un germanista, critico letterario, traduttore poeta italiano.

## Biografia
Studiò giurisprudenza a Pavia dove nel 1861 lesse una orazione in morte di Cavour e nello stesso anno pubblicò un poemetto in morte di Ippolito Nievo. Cominciò la sua carriere di insegnante di lettere italiane al liceo di Como, per poi passare a Ferrara nel 1865.

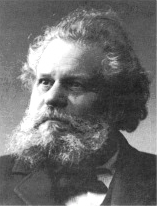
Giosuè Carducci

Dal 1867 fu professore di Letteratura germanica all'Università di Padova, mentre dal 1876 insegnò Letteratura italiana all'Università di Palermo. Tra le sue opere si ricordano alcuni articoli di critica letteraria e raccolte di poesie (Prime poesie, 1871).
La sua fama è tuttavia legata alla traduzione completa del Canzoniere di Heinrich Heine, condotta con grande perizia. Pubblicata per la prima volta nel 1865, occupò quasi vent'anni della sua vita, tanto che l'edizione definitiva, la quarta, uscì postuma nel 1884.
Fu celebre la sua polemica con Giosuè Carducci. Pochi anni dopo che Zendrini ebbe pubblicato le prime due edizioni della sua traduzione heiniana (1865 e 1867) il Carducci lo attaccò con versi sprezzanti in Canto dell'Italia che va in Campidoglio (1871) e soprattutto nell'epodo A un heiniano d'Italia (1872). Bernardino replicò sulla «Nuova Antologia» e ricevette così nuove accuse nello scritto carducciano Critica e arte. Dopo la morte di Zendrini, il grande poeta cercò di attenuare alcuni giudizi precedentemente espressi con la parziale rivalutazione che si può leggere nel saggio Dieci anni a dietro, apparso in più puntate sul «Fanfulla della domenica» nel 1880.
Il 22 luglio 1878 a Bergamo sposò Bettina Kitt.
Morì a Palermo colpito dal vaiolo, due mesi dopo la nascita di suo figlio. È sepolto nella sezione acattolica del Cimitero di Santa Maria dei Rotoli.

## Opere
- Poeta, soldato e naufrago. Canto, [Pavia], eredi Bizzoni, [1861?].
- Religione e stato. Dissertazione inaugurale, Pavia, eredi Bizzoni, 1861.
- Il centenario di Shakespeare. Canto, Como, figli di Carl'Antonio Ostinelli, 1864.
- Versi, Como, figli di C. Ostinelli, 1864.
- Per il centenario di Dante. Ghirlanda di canti, Milano, Editori della Biblioteca utile, 1865.
- Commemorazione di Ludovico Ariosto. Letta nel R. Liceo Ariosto il 17 marzo 1866, Ferrara, Bresciani, 1866.
- Nella commemorazione degli studenti caduti per la patria, Padova, P. Prosperini, 1867.
- Alla futura regina. Ode, Padova, Sacchetto, 1868.
- Prime poesie (1859-1871), Padova, M. Giammartini, 1871.
- Nerone artista. Studio, Firenze, succ. Le Monnier, 1872.
- Donizetti e Simone Mayr. Discorso commemorativo, Bergamo, P. Cattaneo, 1875.
- Della lingua italiana. Discorso inaugurale letto nella R.Università di Palermo il giorno 19 novembre 1876, S.n.t.

### Traduzioni heiniane
- Enrico Heine, Il canzoniere, Traduzione, Milano, Tipografia Internazionale, 1865 (Prima edizione).
- Enrico Heine, Il canzoniere, Traduzione, Seconda edizione riveduta e migliorata, Milano, G. Brigola, 1867.
- Enrico Heine, Il canzoniere, Traduzione, Terza edizione in gran parte rifatta, Milano, G. Brigola, 1879.
- Enrico Heine, Il canzoniere, Traduzione, Quarta edizione, Milano, Hoepli, 1884 (postuma, in 2 voll.).